# Pastel (cor)
Os pastéis ou cores pastéis pertencem a uma família de cores pálidas, que, quando descritas no espaço de cores HSV, apresentam alto valor e baixa saturação . Eles recebem o nome de um meio artístico feito de pigmento e agentes de ligação sólidos, semelhantes ao giz de cera . Os lápis de pastel historicamente tendem a ter uma saturação mais baixa do que as tintas do mesmo pigmento, daí o nome da família de cores. As cores desta família são geralmente descritas como "calmantes". As cores pastel são comuns na estética kawaii .
Rosa, lilás, e azul bebê  são cores pastel frequentemente usadas, assim como verde menta, pêssego, pervinca e lavanda .

## Na moda
Uma forma de estilo gótico chamada gótico pastel adiciona cores pastel à paleta geralmente monocromática da moda gótica.

## Exemplos
| Exemplos de pastéis em código HEX | Exemplos de pastéis em código HEX | Exemplos de pastéis em código HEX | Exemplos de pastéis em código HEX | Exemplos de pastéis em código HEX |
| --------------------------------- | --------------------------------- | --------------------------------- | --------------------------------- | --------------------------------- |
|                                   |                                   |                                   |                                   |                                   |
|                                   | fea3aa                            | f8b88b                            | faf884                            |                                   |
|                                   | baed91                            | b2cefe                            | f2a2e8                            |                                   |
|                                   |                                   |                                   |                                   |                                   |

## Galeria

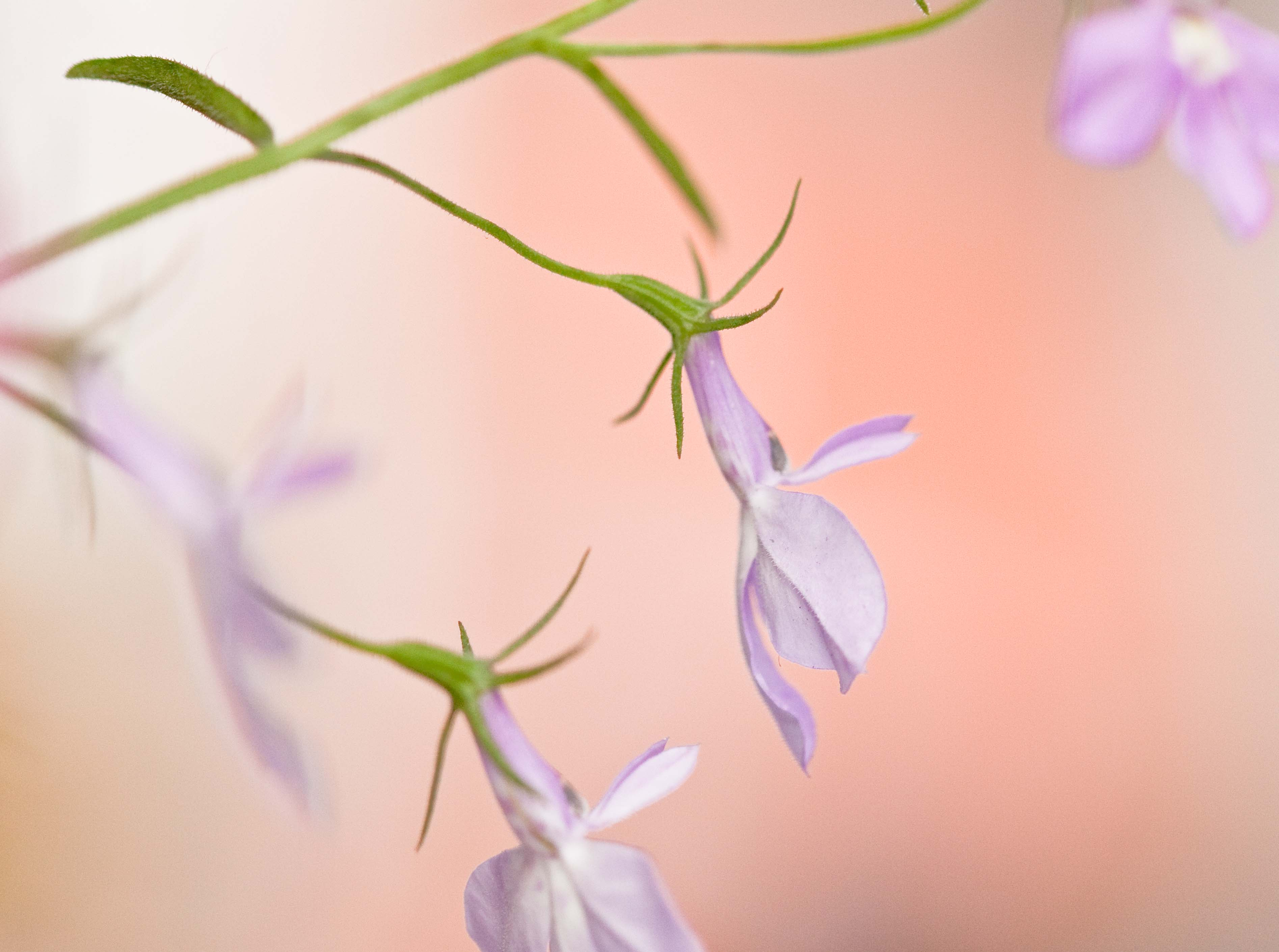
pastéis de alegria
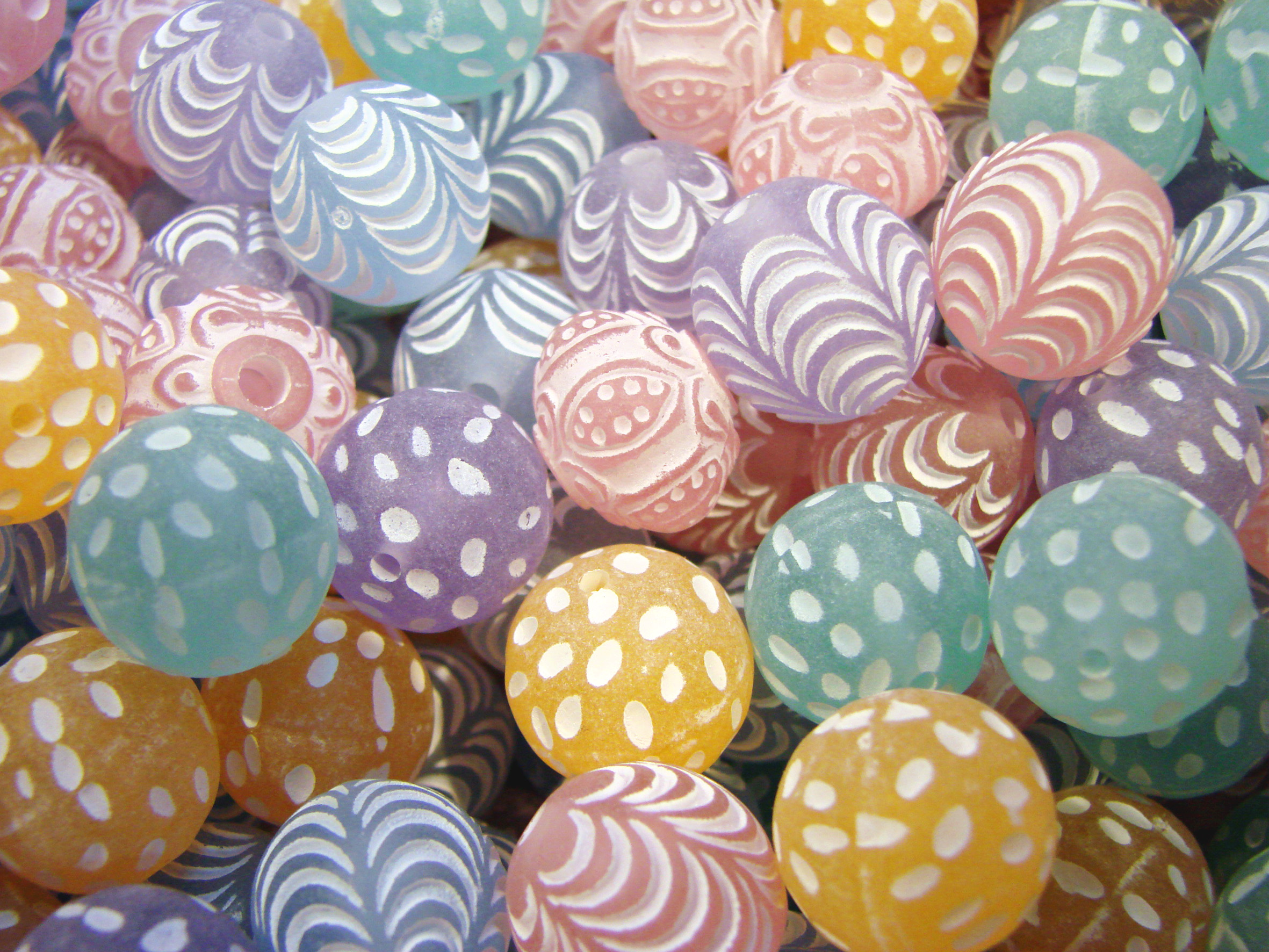
Miçangas em tons pastéis